# Calau-de-calças-brancas
O Calau-de-calças-brancas (Bycanistes albotibialis) é uma espécie de ave da família Bucerotidae. 
Pode ser encontrado nos seguintes países: Angola, Benim, Camarões, Gabão, Guiné Equatorial, Nigéria, Republica Centro-Africana, República Democrática do Congo, República do Congo, Sudão e Uganda.. Por vezes é considerado uma subespécies do Calau-de-faces-castanhas.
Os seus habitats naturais são: florestas subtropicais ou tropicais húmidas de baixa altitude, plantações e florestas secundárias altamente degradadas.
Está ameaçada por perda de habitat.